# Новий замок (Інгольштадт)
Новий замок (нім. Neue Schloss) в Інгольштадті — одна з найважливіших готичних світських будівель у Баварії. Збудований для герцога Баварсько-Інгольштадтського Людвіга VII. Розташований поруч із Старим замком XIII століття, відомим як Герцогскастен.

## Історичний огляд

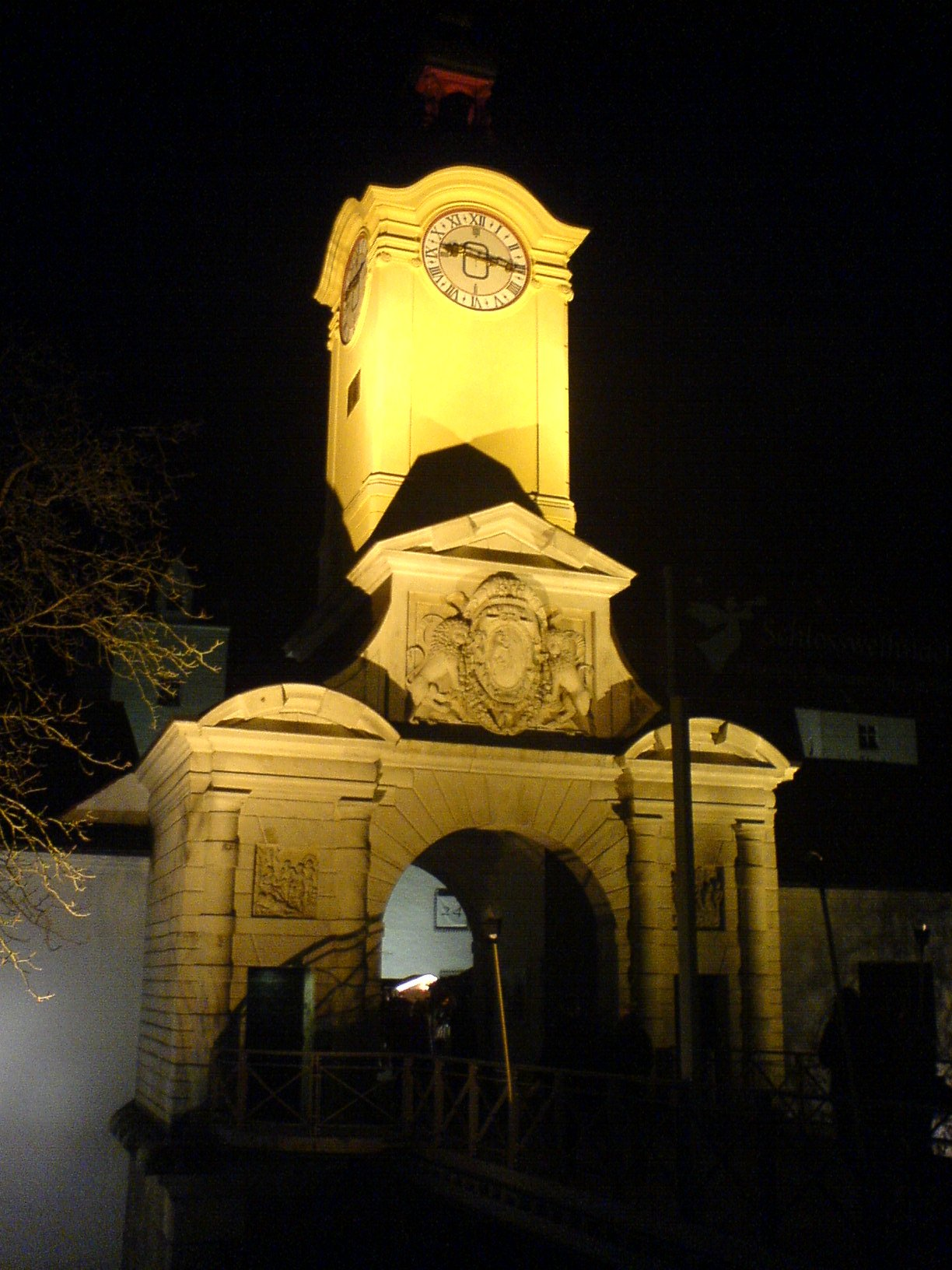
Замкова брама уночі

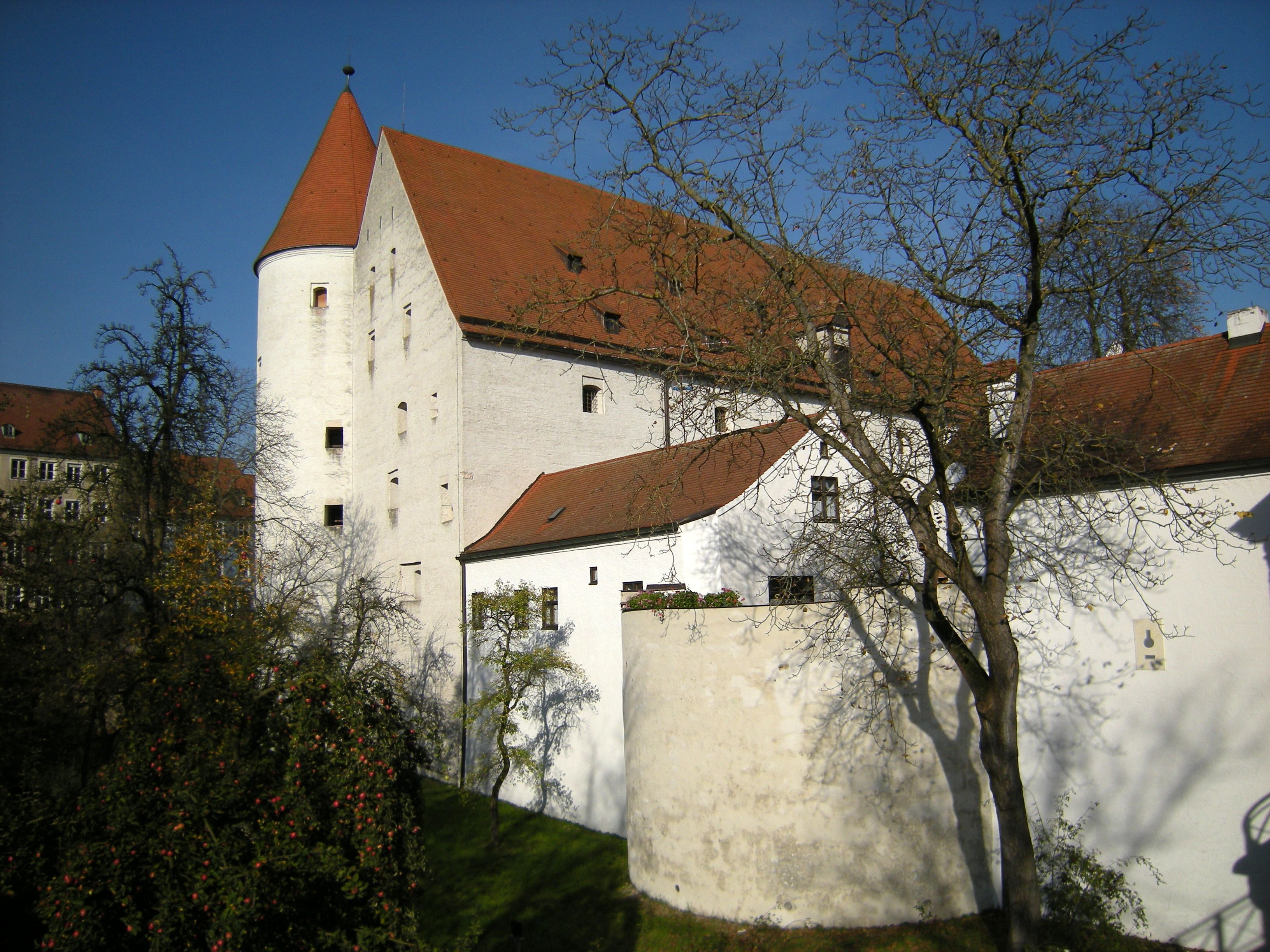
Новий замок

У 1391–1415 роках Людвіг VII проживав у Франції при дворі своєї сестри королеви Ізабелли та її чоловіка Карла VI. Після повернення до своєї резиденції в Інгольштадт, він, маючи значні фінансові ресурси, розпочав у 1418 році будівництво нового замку у французькому стилі.
Замковий комплекс, що має форму прямокутника, оточений чотирьохметровими мурами. На заході знаходяться дві чотиригранні вежі, на сході — третя, що має п'ять сторін. Четверта, найпотужніша, стоїть окремо. Вежі, що розташовані уздовж теперішньої Людвіґштрассе, контролювали все місто. Триповерховий герцогський палац покритий високим двосхилим дахом.
У замкову систему була інтегрована одна з чотирьох середньовічних міських брам Фельдкірхнер (нім. Feldkirchner Tor), інша нова брама (нім. Neue Feldkirchner Tor) була зруйнована у 1879 році. В'їзна брама з'явилась у 1580 році. Бароковий годинник на надбрамній вежі датується першою половиною XVIII століття.
На території замку була зведена готична каплиця.
Наприкінці XV століття за правління герцогів Ландсхутської лінії Віттельсбахів з'явилися нові будівлі: резиденція намісника, побудована біля брами Фельдкірхнер, і зерносховище 1472/1473 року з окремою круглою вежею.
Із зведенням в Інґольштадті потужної фортеці у новому замку з'явилися бастіони, які не збереглися до нашого часу.
У XIX столітті частина замку була зруйнована, частина значно постраждала у часи Другої світової війни. У 1960-х роках замок був відреставрований.
У 1972 році у замку був відкритий Баварський військовий музей (Bayerische Armeemuseum), в якому виставлені зброя, військова техніка, обмундирування і велика колекція олов'яних солдатиків. На подвір'ї виставка старих гармат, найстарші з яких — «Scherer» і «Schererin» 1524/1525 року.
Замок є також місцем проведення різних заходів, зокрема що два роки тут проводиться Ingolstädter Herzogsfest.